# Palaeolagus
Genre
Palaeolagus  est un genre fossile de  lagomorphes qui vivait à l’Oligocène en Amérique du Nord, entre 33 et 23 millions d’années. 

## Description
D’une taille de 25 cm, Palaeolagus ressemblait beaucoup aux lagomorphes modernes. 
Toutefois, ses pattes postérieures plus courtes que celles des lapins actuels, suggère qu’il n’était pas en mesure de faire de grands bonds, mais devait se déplacer à la façon des écureuils.

## Occurrence
Le site de White River Badlands, dans le Wyoming aux États-Unis, a livré de nombreux fossiles complets de P. haydeni.

## Systématique
Le genre Palaeolagus ("Ancêtre du lièvre") a été décrit par le paléontologue américain Joseph Leidy en 1856.

### Taxinomie
Liste d'espèces
- Palaeolagus burkei
- Palaeolagus haydeni
- Palaeolagus hemirhizis
- Palaeolagus hypsodus
- Palaeolagus intermedius
- Palaeolagus philoi
- Palaeolagus primus
- Palaeolagus temnodon